# معاد (بلاغة)
المعاد بالفتح هو عند البلغاء اسم صفة يراد به تكرير آخر كلمة من الجملة الأولى في أول الجملة التي تليها. وهو عند الشعراء أن يعاد عجز المصراع الأول في صدر الثاني وعجز الثاني في الثالث وهكذا إلى آخره. وأسماه البعض تماثل البداية والنهاية.

## أمثلة
- الآية الخامسة والثلاثون من سورة النور ﴿اللَّهُ نُورُ السَّمَاوَاتِ وَالْأَرْضِ مَثَلُ نُورِهِ كَمِشْكَاةٍ فِيهَا مِصْبَاحٌ الْمِصْبَاحُ فِي زُجَاجَةٍ الزُّجَاجَةُ كَأَنَّهَا كَوْكَبٌ دُرِّيٌّ يُوقَدُ مِنْ شَجَرَةٍ مُبَارَكَةٍ زَيْتُونَةٍ لَا شَرْقِيَّةٍ وَلَا غَرْبِيَّةٍ يَكَادُ زَيْتُهَا يُضِيءُ وَلَوْ لَمْ تَمْسَسْهُ نَارٌ نُورٌ عَلَى نُورٍ يَهْدِي اللَّهُ لِنُورِهِ مَنْ يَشَاءُ وَيَضْرِبُ اللَّهُ الْأَمْثَالَ لِلنَّاسِ وَاللَّهُ بِكُلِّ شَيْءٍ عَلِيمٌ ۝٣٥﴾ [النور:35]